# Blennes
Blennes és un municipi francès, situat al departament del Sena i Marne i a la regió d'Illa de França. L'any 2007 tenia 550 habitants.
Forma part del cantó de Nemours, del districte de Provins i de la Comunitat de comunes del Pays de Montereau.

## Demografia

### Població
El 2007 la població de fet de Blennes era de 550 persones. Hi havia 197 famílies, de les quals 36 eren unipersonals (24 homes vivint sols i 12 dones vivint soles), 60 parelles sense fills i 101 parelles amb fills.
La població ha evolucionat segons el següent gràfic:
Habitants censats

### Habitatges
El 2007 hi havia 289 habitatges, 198 eren l'habitatge principal de la família, 83 eren segones residències i 8 estaven desocupats. Tots els 289 habitatges eren cases. Dels 198 habitatges principals, 185 estaven ocupats pels seus propietaris, 8 estaven llogats i ocupats pels llogaters i 5 estaven cedits a títol gratuït; 4 tenien dues cambres, 22 en tenien tres, 60 en tenien quatre i 112 en tenien cinc o més. 151 habitatges disposaven pel capbaix d'una plaça de pàrquing. A 66 habitatges hi havia un automòbil i a 122 n'hi havia dos o més.

### Piràmide de població
La piràmide de població per edats i sexe el 2009 era:
| Homes | Edats   | Dones |
| ----- | ------- | ----- |
| 0     | 95 o +  | 0     |
| 0     | 90 a 94 | 0     |
| 0     | 85 a 89 | 0     |
| 4     | 80 a 84 | 0     |
| 16    | 75 a 79 | 8     |
| 16    | 70 a 74 | 12    |
| 4     | 65 a 69 | 16    |
| 4     | 60 a 64 | 4     |
| 20    | 55 a 59 | 4     |
| 8     | 50 a 54 | 12    |
| 32    | 45 a 49 | 24    |
| 28    | 40 a 44 | 16    |
| 16    | 35 a 39 | 28    |
| 12    | 30 a 34 | 8     |
| 0     | 25 a 29 | 16    |
| 12    | 20 a 24 | 16    |
| 28    | 15 a 19 | 8     |
| 16    | 10 a 14 | 20    |
| 20    | 5 a 9   | 28    |
| 20    | 0 a 4   | 12    |

## Economia
El 2007 la població en edat de treballar era de 359 persones, 272 eren actives i 87 eren inactives. De les 272 persones actives 247 estaven ocupades (139 homes i 108 dones) i 25 estaven aturades (11 homes i 14 dones). De les 87 persones inactives 25 estaven jubilades, 34 estaven estudiant i 28 estaven classificades com a «altres inactius».

### Ingressos
El 2009 a Blennes hi havia 215 unitats fiscals que integraven 596,5 persones, la mediana anual d'ingressos fiscals per persona era de 20.252 €.

### Activitats econòmiques
Dels 17 establiments que hi havia el 2007, 1 era d'una empresa de fabricació de material elèctric, 1 d'una empresa de fabricació d'altres productes industrials, 4 d'empreses de construcció, 2 d'empreses de comerç i reparació d'automòbils, 3 d'empreses de transport, 1 d'una empresa d'informació i comunicació, 1 d'una empresa immobiliària, 2 d'empreses de serveis, 1 d'una entitat de l'administració pública i 1 d'una empresa classificada com a «altres activitats de serveis».
Dels 5 establiments de servei als particulars que hi havia el 2009, 2 eren guixaires pintors, 1 fusteria, 1 electricista i 1 saló de bellesa.
L'any 2000 a Blennes hi havia 18 explotacions agrícoles que ocupaven un total de 1.507 hectàrees.

## Equipaments sanitaris i escolars
El 2009 hi havia una escola elemental integrada dins d'un grup escolar amb les comunes properes formant una escola dispersa.

## Poblacions més properes
El següent diagrama mostra les poblacions més properes.